# Autainville
Autainville é uma comuna francesa na região administrativa do Centro, no departamento de Loir-et-Cher. Estende-se por uma área de 25,01 km². Em 2010 a comuna tinha 454 habitantes (densidade: 18,2 hab./km²).